# Ан, Михаил Иванович (агроном)
Михаил Иванович Ан (6 февраля 1917, Никольск-Уссурийский уезд, Приморская область — 5 октября 1993, Алма-Ата) — агроном колхоза «Дальний Восток» Каратальского района Талды-Курганской области, Казахская ССР. Герой Социалистического Труда (1948).

## Биография
После депортации корейцев был определён на спецпоселение в Талды-Курганскую область, Казахская ССР.
С 1938 по 1963 год работал разнорабочим, звеньевым полеводческого звена в колхозе «Дальний Восток». После окончания сельскохозяйственного техникума трудился агрономом.
Предложил использовать для посевных площадей горные участки, находящиеся около колхоза, в результате чего в годы Великой Отечественной войны урожай зерновых достигал до 32 центнеров с гектара.
В 1948 году удостоен звания Героя Социалистического Труда за высокие урожаи пшеницы.
С 1964 года трудился мастером на Алматинском консервном заводе.

## Награды
- Герой Социалистического Труда — указом Президиума Верховного Совета СССР 28 марта 1948 года
- Орден Ленина